# Blattella kevani
Blattella kevani är en kackerlacksart som beskrevs av Roth, L. M. 1985. Blattella kevani ingår i släktet Blattella och familjen småkackerlackor. Inga underarter finns listade.